# Annual Reports on the Progress of Chemistry, Section A
Annual Reports on the Progress of Chemistry, Section A (abrégé en Ann. Rep. Prog. Chem. Sect. A) est une revue scientifique à comité de lecture. Ce journal publié annuellement a pour objectif de présenter des articles de revue sur les thématiques couvertes par la chimie inorganique.
Publiée depuis 1904 sous le titre Annual Reports on the Progress of Chemistry, le journal est divisé en 1967 en deux sections, Annual Reports on the Progress of Chemistry, Section B (réservé au domaine de la chimie organique) et Annual Reports on the Progress of Chemistry, Section A: General Physical and Inorganic Chemistry, qui deviendra Annual Reports on the Progress of Chemistry, Section A: Physical and Inorganic Chemistry en 1973 pour finalement être lui-même séparé en deux sections en 1979, Annual Reports on the Progress of Chemistry, Section A (réservé au domaine de la chimie inorganique) et Annual Reports on the Progress of Chemistry, Section C (réservé au domaine de la chimie physique). 
Les directeurs de publication sont Frank Berry de l'Open University et Eric G. Hope de l'université de Leicester.